# Gaius Julius Solinus
Gaius Julius Solinus was een Latijn grammaticus en auteur. Hij werkte waarschijnlijk in het begin van de 3de eeuw. De geschiedkundige Theodor Mommsen dateert hem in het midden van de 3de eeuw.
Hij was de auteur van de De mirabilibus mundi ('Over de wonderen van de wereld'), een werk dat zowel onder de titel Collectanea rerum memorabilium ('rariteitenkabinet') als onder de titel Polyhistor bekendstaat. De auteur gaf zelf de voorkeur aan de laatste titel. Het werk is inderdaad een beschrijving van curiosa in een choreografisch kader. De Adventus aan wie het werk is opgedragen, wordt geïdentificeerd als Oclatinius Adventus, consul in het jaar 218. Het bevat een korte beschrijving van de antieke wereld, met opmerkingen over vragen op het gebied van geschiedenis, sociale zaken, religie en natuurlijke historie. Het grootste deel van het werk is overgenomen uit Plinius' Naturalis historia en de geografie van Pomponius Mela.

## Voetnoten
1. ↑  Wilford, John (1981). The Mapmakers. Random House, VS, p. 41. ISBN 0375708502.